# Gerard Kemkers

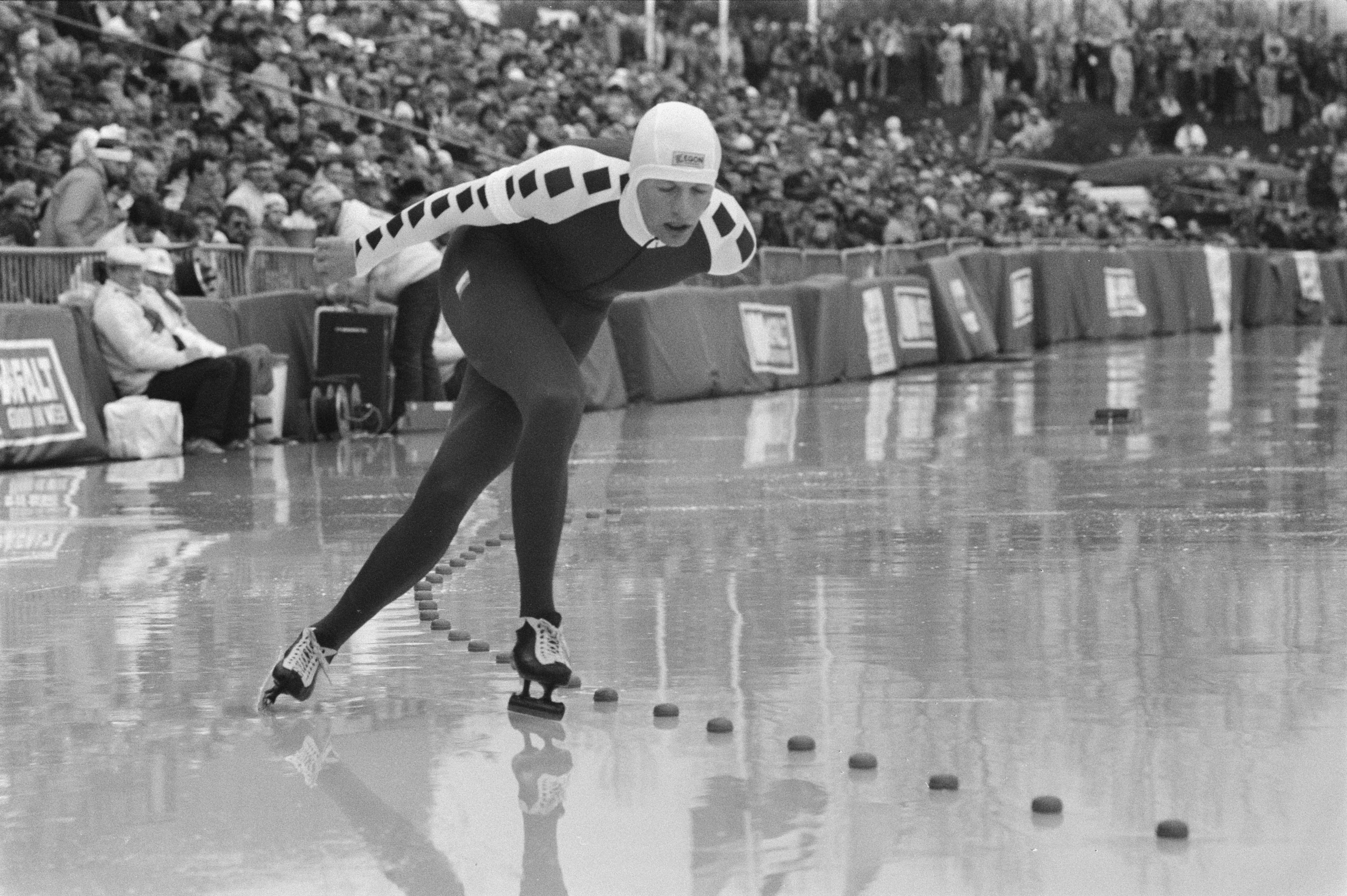
Gerard Kemkers tijdens het EK van 1988

Gerard Kemkers (Groningen, 8 maart 1967) is een Nederlandse oud-langebaanschaatser en oud-schaatscoach.

## Biografie
Kemkers vormde als stayer een populair schaatsduo met allrounder Leo Visser, maar heeft altijd een beetje in Vissers schaduw gestaan. In seizoen 1988/1989 weet hij als eerste Nederlander een wereldbeker op zijn naam te schrijven, op de 5000/10.000 meter. Op de Olympische Winterspelen in Calgary (1988) veroverde Kemkers op de vijf kilometer brons, achter de Zweed Tomas Gustafson en Leo Visser. Vanwege een mysterieuze 'zwabbervoet' was de 23-jarige Nederlander in 1991 gedwongen te stoppen met schaatsen. Hij kon zijn schaatsslag niet goed afmaken door dit euvel.
Na zijn schaatscarrière was Kemkers trainer van de lokale schaatsclub in Collalbo in Zuid-Tirol en volgde Kemkers de Academie voor Lichamelijke Opvoeding waarna hij gymnastiekleraar werd. Vervolgens werd hij bondscoach van de Amerikaanse ploeg met onder meer KC Boutiette en Chris Witty. In 1998 keert hij terug naar Nederland waar hij trainer werd van de KNSB-Kernploeg en vervolgens in 2002 van de TVM-schaatsploeg, waarin hij onder andere met Carl Verheijen en Jochem Uytdehaage veel successen boekte. Sinds het seizoen 2005-2006 had Kemkers ook jongere generatie talenten in zijn team: zowel Sven Kramer en Ireen Wüst als Paulien van Deutekom kozen voor de TVM-ploeg. Kemkers werd op 21 december 2006 tijdens het NOC*NSF Sportgala verkozen tot Nederlands Coach van het Jaar 2006.
Het jaar 2007 begon voor Kemkers eveneens uitstekend: Sven Kramer werd Europees en wereldkampioen, Ireen Wüst haalde zilver op de Europese kampioenschappen en werd eveneens wereldkampioen. Zijn andere pupillen Van Deutekom, Verheijen, Olde Heuvel en Wennemars presteerden ook goed met diverse persoonlijke records. Een uitverkocht Thialf bedankte Kemkers door, terwijl de kampioenen werden rondgereden in de arrenslee, luidkeels Gerard bedankt te scanderen.
Zijn pupillen Kramer en Wüst werden in 2008 Europees kampioen Allround. Het was sinds 1999 niet meer voorgekomen dat bij zowel de mannen als de vrouwen een Nederlander kampioen werd. Vanwege deze prestatie en de afgesloten weddenschap schoren zij hem na het toernooi kaal. Tijdens de NK Afstanden 2009 werd op de 3000 meter Wüst gediskwalificeerd vanwege het insnijden van de bocht. Kemkers wond zich hierover op en een dag later liet Mart Smeets beelden zien van het EK Allround in 1989 waarop diezelfde Kemkers op de 10 kilometer voor hetzelfde werd gediskwalificeerd.
Tijdens de Olympische Winterspelen 2010 werd Kemkers met Kramer kampioen op de 5.000 meter en met Wüst kampioen op de 1.500 meter. Kramer werd daar op de 10 kilometer gediskwalificeerd, toen hij op weg naar de gouden medaille door Kemkers de verkeerde baan werd ingestuurd.
Kemkers werd na de Olympische Winterspelen 2014 voor zijn prestaties als coach van onder anderen Kramer en Wüst benoemd tot ridder in de Orde van Oranje-Nassau. Diezelfde zomer hield de TVM-schaatsploeg op te bestaan en stopte Kemkers als schaatscoach.
Hij was van het einde van 2014 tot het eerste kwartaal van 2018 in dienst van voetbalclub FC Groningen. Kemkers werd manager van een topsportzorgcentrum en begon tegelijkertijd als performance manager. Het centrum moet in juli de deuren op het sportpark Corpus den Hoorn openen. Ondertussen is de functie van Kemkers binnen FC Groningen veranderd naar manager topsport en talentontwikkeling. Hij is tevens adviseur van schaatsploeg Team4Gold.
Sinds 2018 is Kemkers directeur van TalentNED, een organisatie die zich richt op duurzame talentontwikkeling van talentvolle jonge sporters.

## Privéleven
Gerard Kemkers woont in Peize samen met zijn partner Elke Felicetti, een voormalige olympische schaatsster uit Bolzano, en twee kinderen. Hij is opgeleid leraar lichamelijke opvoeding (ALO Amsterdam), maar heeft voor een andere loopbaan gekozen, dus niet op school les gegeven.

## Records

### Persoonlijke records
| Afstand      | Tijd     | Datum            | Baan       |
| ------------ | -------- | ---------------- | ---------- |
| 500 meter    | 38,30    | 5 maart 1988     | Medeo      |
| 1000 meter   | 1.15,85  | 11 maart 1990    | Heerenveen |
| 1500 meter   | 1.56,13  | 10 maart 1990    | Heerenveen |
| 3000 meter   | 3.59,60  | 19 maart 1987    | Heerenveen |
| 5000 meter   | 6.45,92  | 17 februari 1988 | Calgary    |
| 10.000 meter | 14.03,90 | 6 december 1987  | Calgary    |

### Wereldrecords
| Nr. | Afstand         | Tijd    | Datum         | Baan   |
| --- | --------------- | ------- | ------------- | ------ |
| 1.  | Kleine vierkamp | 160,454 | 17 maart 1990 | Inzell |

## Resultaten als schaatser
| Jaar | NK Afstanden                            | NK Allround    | EK Allround | WK Allround | Olympische Spelen  | Wereldbeker                           | WK Junioren |
| ---- | --------------------------------------- | -------------- | ----------- | ----------- | ------------------ | ------------------------------------- | ----------- |
| 1985 |                                         |                |             |             |                    |                                       | 4e          |
| 1986 |                                         | · (4e, , 4e, ) | -           | 4e          |                    | 17e 1500m 7e 5k/10k                   |             |
| 1987 | 15e 500m · 1500m · 4e 5000m · 4e 10000m | · (, )         | 9e          | 5e          |                    | 17e 1500m 7e 5k/10k                   |             |
| 1988 | 5000m · 10.000m                         | · (, )         | Brons       | NC37        | 5000m · 5e 10.000m | 29e 1000m · 1500m                     |             |
| 1989 | 11e 500m · 1500m · 5000m · DQ 10000m    | · (, , 5e, )   | Zilver      | Zilver      |                    | 10e 1000m · 5k/10k                    |             |
| 1990 | 17e 500m 7e 1500m 4e 5000m 5e 10.000m   | · (, , 7e, )   | -           | 4e          |                    | 34e 500m 25e 1000m 9e 1500m 5e 5k/10k |             |

### Medaillespiegel als schaatser
| Kampioenschap     | Goud | Zilver | Brons |
| ----------------- | ---- | ------ | ----- |
| NK Afstanden      | 2    | 2      | 2     |
| NK Allround       | 0    | 5      | 0     |
| EK Allround       | 0    | 1      | 1     |
| Olympische Spelen | 0    | 0      | 1     |
| Wereldbeker       | 1    | 1      | 0     |
| WK Allround       | 0    | 1      | 0     |
| WK Junioren       | 0    | 0      | 0     |

### Medaillespiegel als coach
- Hieronder een overzicht van kampioenschappen gewonnen door de pupillen van Gerard Kemkers.

| Toernooi            | Medaille | Aantal | Winnaars                                                                                      |
| ------------------- | -------- | ------ | --------------------------------------------------------------------------------------------- |
| 10.000 m heren      | Goud     | 1      | Uytdehaage 2002                                                                               |
| 5.000 m heren       | Goud     | 3      | Uytdehaage 2002 Kramer 2010, 2014                                                             |
| 3.000 m vrouwen     | Goud     | 2      | Wüst 2006, 2014                                                                               |
| 1.500 m vrouwen     | Goud     | 1      | Wüst 2010                                                                                     |
| WK Allround heren   | Goud     | 8      | Uytdehaage 2002 Kramer 2007, 2008, 2009, 2010, 2012, 2013 Verweij 2014                        |
| WK Allround vrouwen | Goud     | 7      | Groenewold 2004 van Deutekom 2008 Wüst 2007, 2011, 2012, 2013, 2014                           |
| EK Allround heren   | Goud     | 8      | Uytdehaage 2002, 2005 Kramer 2007, 2008, 2009, 2010, 2012, 2013                               |
| EK Allround vrouwen | Goud     | 3      | Wüst 2008, 2013, 2014                                                                         |
| NK Allround heren   | Goud     | 10     | Uytdehaage 2001, 2004 Kramer 2005, 2007, 2008, 2009, 2013 Olde Heuvel 2010, 2011 Verweij 2014 |
| NK Allround vrouwen | Goud     | 5      | Groenewold 2003, 2004 Wüst 2007, 2008, 2009                                                   |
| NK Sprint heren     | Goud     | 1      | Wennemars 2007                                                                                |

### Overige prijzen
- Nederlands sportcoach van het jaar (2006 en 2013)